# Lukács Ágnes
Lukács Ágnes (Budapest, 1920. november 11. – 2016.) magyar festőművész, grafikus, középiskolai tanár. Lukács Gyula festőművész lánya.

## Élete
A Terézvárosban született az Eötvös utca 4. szám alatt. Kamaszkorában több rajza is megjelent különböző napi- és hetilapokban. Középiskoláit a Mária Terézia Leánygimnáziumban és a Királyi Olasz Elemi és Középiskolában végezte. 1939-ben érettségizett, majd felvételt nyert a Magyar Képzőművészeti Főiskolára, ahol Szőnyi István tanítványa volt. 1944-ben középiskolai rajz és művészettörténet szakos oklevelet szerzett. 
Főiskolás korában több kiállításon részt vett. Tagja volt a Magyar Izraelita Egyetemi és Főiskolai Hallgatók Egyesületének és az Országos Magyar Izraelita Közművelődési Egyesületnek. 
1944 júliusában az auschwitzi koncentrációs táborba deportálták, ahol decemberig tartották fogva. Ezt követően Reichenbachba került, ahol egy rádiógyárban dolgoztatták, majd 1945 áprilisában Salzwedelben szabadult fel. Budapestre hazatérve megtalálta szüleit, akik a budapesti gettóban élték meg a háború végét.
1946-ban jelent meg a Szocialista Cionisták Pártja kiadójánál az Auschwitz, női tábor című rajzsorozatából készült album. 1945-ben belépett a Magyar Kommunista Pártba, s még ugyanettől az évtől rövid megszakításokkal rajztanárként dolgozott. 1948 és 1955 között a Pedagógus Szakszervezet politikai munkatársa volt. 1953-ban alapító tagja volt a Budapesti Pedagógusok Képzőművész Stúdiójának. Rendszeresen részt vett a Stúdió és a Székely Bertalan Kör kiállításain. 
1955-től az Eötvös Loránd Tudományegyetem Ságvári Endre Gyakorló Gimnázium vezető tanára volt 1975-ös nyugdíjaztatásáig. Rajzai megjelentek a Köznevelés, az Élet és Irodalom, a Magyar Nemzet, valamint a Kisdobos című újságban. Éveken át illusztrálta a Rotterdamban megjelenő Esperanto című nemzetközi és a Hungara Vivo című magyar eszperantó folyóiratot. Kollázsain, grafikáin, festményein a koncentrációs táborok emlékképeit dolgozza fel.

## Családja
Apja, Lukács Gyula (1878–1966) festő és anyja, Szász (Schwartz) Irén (1879–1976) is tanítóképzőt végzett. Anyja magániskolát alapított, mely Lukácsné Szász Irén Magán Elemi Iskolája néven működött. Apai nagyszülei Lichter Jakab tanító és Klein Franciska, anyai nagyszülei Schwartz Mór kereskedő és Bleuer Róza voltak.

## Kiállításai

### Egyéni kiállítások
- Officina könyvesbolt (1947)
- I. sz. gyermekkönyvtár, Liszt Ferenc tér, Budapest (1961)
- Eötvös Loránd Tudományegyetem (1963)
- Eötvös Klub, Budapest (1970)
- Frankel Leó Művelődési Ház, Budapest-Óbuda (1975)
- Hazafias Népfront, XII. kerület, Budapest (1979)
- Fáklya Klub, Budapest (1981)
- Metalloglobus, Budapest (1983)
- SZÖVOSZ Továbbképző Intézet, Budapest (1983)
- Rembrandt Kör, Almássy téri Művelődési Ház, Budapest (1984)
- KPVDSZ VI. kerület, Budapest (1985)
- Chagall Kör, Magyar Zsidó Kulturális Egyesület, Budapest (1992)
- Jüdisches M. Westfalen, Dorsten (D) (1994)
- Angyalföldi Helytörténeti Gyűjtemény, Budapest (1995)
- Helyőrségi Klub, Szolnok (1995)
- MEASZ Országos Központ, Budapest (1996)
- Szegfű Galéria, József Attila Művelődési Központ, Budapest (1997)
- Erdei Telep, Szigetmonostor (1998)
- Jenny-Max-Haus, Salzwedel (1999)
- KZ-Gedenkstätte Neuengamme, Hamburg (1999)
- Bálint-ház, Budapest (2000)

### Válogatott csoportos kiállítások
- Tehetséges gyermekek kiállítása, Gyermektanulmányi Társaság, Budapest (1925)
- Az Est karikatúra-versenye, Budapest (1933)
- A Szinyei Merse Pál Társaság ifjúsági kiállítása (1943)
- A Magyar Rézkarcoló Művészek kiállítása (1949)
- Képzőművésznők Nemzetközi kiállítása, Műcsarnok, Budapest (1960)
- V. Országos Grafikai Biennálé, Miskolc (1969)
- Eszperantista képzőművészek, Magyar Optikai Művek Művelődési Központ, Budapest (1972)
- A nagymarosi művésztelep festői, Nagymaros (1978)
- Tájkép Biennálé, Hatvan (1986, 1990)
- Angyalföldi képzőművészek, Thermál Szálló (1989, 1992)
- Kunst und Krieg, Berlin (1990)
- Arcok és sorsok, Hatvan (1993, 1995)
- Italia vista da pittori ungheresi, Olasz Kulturális Intézet, Budapest (1997)
- Diaszpóra (és) művészet, Zsidó Múzeum, Budapest (1997)